# Austrolimnophila stenoptera
Austrolimnophila stenoptera är en tvåvingeart som beskrevs av Alexander 1981. Austrolimnophila stenoptera ingår i släktet Austrolimnophila och familjen småharkrankar. Inga underarter finns listade i Catalogue of Life.